# Vz. 52 (пулемёт)
Ручной пулемёт Vz. 52 (чеш. 7,62mm lehký kulomet vzor 52) — чехословацкий ручной пулемёт, разработанный Вацлавом Холеком после Второй мировой войны для армии Чехословакии. Являлся дальнейшим развитием ZB vz. 26.

## Разработка
Пулемёт Vz. 52 (оригинальное название ZB 501) был разработан в Чехословакии в начале 1950-х гг. конструктором Вацлавом Холеком на основе разработанного им в 1920-е ручного пулемёта ZB vz. 26
Vz.52 изначально был создан под чехословацкий патрон 7,62 x 45 мм, но в середине 1950-х в связи с переходом на унифицированный для стран Варшавского договора патрон 7,62 × 39 мм инженер Ярослав Мыслик (чеш. Jaroslav Myslík) переделал пулемёт под этот патрон, после чего модернизированные пулемёты стали обозначаться как vz. 52/57.
Обе модели пулемётов состояли на вооружении Чехословацкой армии до конца 1950-х — начала 1960-х годов, когда были заменены на более мощные единые пулеметы UK vz. 59 под патрон 7,62 × 54 мм R.

## Конструкция
Принцип работы ручного пулемёта Vz.52 построен на основе газового двигателя автоматики. Газовый поршень размещается под стволом, запирание осуществляется перекосом затвора и сцеплением его выступов с боковыми стенками ствольной коробки, огонь ведется с открытого затвора. Ствол быстросменный, его защелкой служит крышка приемника магазина. Питание осуществляется либо с помощью металлической ленты на 50 патронов из присоединяемых сбоку коробок или же из примыкаемых сверху изогнутых коробчатых магазинов на 25 патронов. За счет того, что подача ленты требует отбора мощности от двигателя автоматики, при использовании ленты темп стрельбы несколько ниже, чем при использовании магазинов. Vz.52 обладает двойным спусковым крючком по образцу MG-34 — нажатие на нижнюю часть спускового крючка даёт одиночный выстрел, на верхнюю — автоматический. Перезарядка пулемета осуществляется при помощи подвижной вперед-назад пистолетной рукоятки.